# Brigh Brigaid
Brigh Brigaid, també escrit com "Briugaid" o "Brughaidh" va ser una dona que va ocupar el càrrec de breó o jutge a Irlanda al segle I a.C. Brigh és esmentada a les Lleis de la primerenca Irlanda, Senchus Mór, un compendi de les antigues lleis d'Irlanda, i les seves decisions van ser citades com a precedents durant segles després de la seva mort.

## Història
El sistema indígena de dret d'Irlanda data de l'Edat del Ferro. Coneguda com la llei Breó, es va desenvolupar a partir de costums que s'havien transmès oralment d'una generació a la següent. La llei Breó va ser administrada pels breons. Eren similars als jutges, tot i que el seu paper era més proper al dels àrbitres. La seva tasca era preservar i interpretar la llei.
Els breons de l'antiga Irlanda eren savis que van memoritzar i aplicar les lleis per solucionar disputes entre els membres d'una família extensa. Alguns breons es van unir als clans, i se'ls va assignar una porció de terra per al seu suport. D'altres vivien independentment per la seva professió. Van ser reconeguts com una classe professional a part dels druidas i els bards, i es van convertir, per costum, en gran part hereditaris.
El curs preparatori es va estendre durant uns vint anys. Les lleis Breones es van escriure originalment en vers poètic per ajudar a memoritzar. Els breons eren els responsables dels danys i perjudicis si les seves decisions eren incorrectes, il·legals o injustes. Quan un breó s'havia adjudicat un assumpte que havia estat sotmès a ell, no hi podia haver cap recurs per un altre breó del mateix rang; però podia haver-hi una reclamació a un tribunal superior, sempre que la recurrent donés seguretat. El rànquing d'un brió es basava en la seva habilitat i en saber si coneixia els tres components de la llei: la llei tradicional, la poesia i (més tard) la llei canònica.
En temps prenormands, va ser el rei qui va dictar sentència, quan era necessari, després de la recitació de la llei aplicable i dels consells de breons.
Diverses desenes de famílies van ser reconegudes com a hereves dels clans breons.